# Rund um Köln
Il Rund um Köln (it.: Giro di Colonia) è una corsa in linea di ciclismo su strada maschile che si svolge annualmente a Colonia, in Germania. Si svolge dal 1908 e dal 2005 fa parte del calendario dell'UCI Europe Tour (come gara di classe 1.1 fino al 2006 e come gara di classe 1.HC dal 2007 in poi).

## Storia
La prima edizione di questa classica ebbe luogo nella città di Colonia il 13 settembre 1908 su un percorso di 204 chilometri, con 80 atleti al via, ed era riservata ai dilettanti; due anni dopo, nel 1910, su organizzazione dell'Allgemeine Radfahrer-Union si tenne la prima edizione riservata ai professionisti.
Dai primi anni trenta e fino alla fine degli anni ottanta, eccetto alcune edizioni, la Rund um Köln fu riservata unicamente ai dilettanti; dal 1990 è tornata in calendario la gara per i professionisti. Nel 2005 la competizione è entrata a far parte del circuito UCI Europe Tour come corsa di classe 1.1, venendo promossa ad evento 1.HC (Hors Categorie) due anni dopo.
L'edizione del centenario, programmata per il 24 marzo 2008, è stata cancellata a causa del maltempo in quanto la neve, caduta in abbondanza sulle strade intorno a Colonia, avrebbe messo a rischio la sicurezza dei corridori.

## Albo d'oro

### Professionisti
Aggiornato all'edizione 2025.
| Anno    | Vincitore                                           | Secondo                                             | Terzo                                               |
| ------- | --------------------------------------------------- | --------------------------------------------------- | --------------------------------------------------- |
| 1910    | Karl Wittig                                         | Jean Esser                                          | Georg Schmid                                        |
| 1911    | Adolf Huschke                                       | Josef Hübner                                        | Ernst Frantz                                        |
| 1912    | Jean Steingass                                      | Richard Wiese                                       | Rudolf Kotsch                                       |
| 1913    | Ernst Frantz                                        | Rudolf Lewis                                        | Rudolf Kotsch                                       |
| 1914    | Ernst Frantz                                        | Josef Pütz                                          | Wilhelm Siewert                                     |
| 1915-20 | non disputata                                       | non disputata                                       | non disputata                                       |
| 1921    | Adolf Huschke                                       | Felix Manthey                                       | Wilhelm Siewert                                     |
| 1922    | Paul Koch                                           | Arthur Nörenbergh                                   | Wilhelm Franke                                      |
| 1923    | Fritz Fischer                                       | Richard Huschke                                     | Paul Kohl                                           |
| 1924    | Paul Kohl                                           | Karl Kohl                                           | Fritz Gielow                                        |
| 1925    | Paul Kohl                                           | Josef Remold                                        | Richard Huschke                                     |
| 1926    | Heiri Suter                                         | Kastor Notter                                       | Gaetano Belloni                                     |
| 1927    | Gaetano Belloni                                     | Jules Van Hevel                                     | Adriano Zanaga                                      |
| 1928    | Alfredo Binda                                       | Domenico Piemontesi                                 | Julien Delbecque                                    |
| 1929-33 | non disputata                                       | non disputata                                       | non disputata                                       |
| 1934    | Kurt Stöpel                                         | Willy Kutschbach                                    | Georges Stach                                       |
| 1935    | Emil Kijewski                                       | Kurt Stöpel                                         | Willy Kutschbach                                    |
| 1936    | Erich Bautz                                         | Hans Weiss                                          | Georg Humbenhauer                                   |
| 1937    | Emil Kijewski                                       | Karl Wierts                                         | Josef Arents                                        |
| 1938-47 | non disputata                                       | non disputata                                       | non disputata                                       |
| 1948    | Heiner Schwarzer                                    | Erich Bautz                                         | Fritz Siefert                                       |
| 1949    | Heinrich Schultenjohann                             | Otto Ziege                                          | Erich Bautz                                         |
| 1950    | non disputata                                       | non disputata                                       | non disputata                                       |
| 1951    | Heiner Schwarzer                                    | Jean Diederich                                      | Hean Breuer                                         |
| 1952-54 | non disputata                                       | non disputata                                       | non disputata                                       |
| 1955    | Hans Preiskeit                                      | Manfred Donike                                      | Hans Junkermann                                     |
| 1956-63 | non disputata                                       | non disputata                                       | non disputata                                       |
| 1964    | Horst Oldenburg                                     | Peter Post                                          | Klaus May                                           |
| 1965    | Horst Oldenburg                                     | Wolfgang Schulze                                    | Romain Robben                                       |
| 1966    | Peter Glemser                                       | Jozef Huysmans                                      | Leo Hermens                                         |
| 1967    | Noël Foré                                           | Willy In 't Ven                                     | Roger Blockx                                        |
| 1968-89 | non disputata                                       | non disputata                                       | non disputata                                       |
| 1990    | Noël Segers                                         | Andreas Kappes                                      | Herman Frison                                       |
| 1991    | Jerry Cooman                                        | Johan Capiot                                        | Mario de Clercq                                     |
| 1992    | Louis de Koning                                     | Wilfried Peeters                                    | Olaf Jentzsch                                       |
| 1993    | Willem Van Eynde                                    | Christian Henn                                      | Marcel Wüst                                         |
| 1994    | Udo Bölts                                           | Rolf Järmann                                        | Jens Heppner                                        |
| 1995    | Erik Dekker                                         | Frans Maassen                                       | Fausto Dotti                                        |
| 1996    | Erik Zabel                                          | Tom Steels                                          | Johan Capiot                                        |
| 1997    | Frank Vandenbroucke                                 | Artur Babajcev                                      | Ludo Dierckxsens                                    |
| 1998    | non disputata                                       | non disputata                                       | non disputata                                       |
| 1999    | Jens Heppner                                        | Raymond Meijs                                       | Kai Hundertmark                                     |
| 2000    | Steffen Wesemann                                    | Hendrik Van Dyck                                    | Jens Heppner                                        |
| 2001    | Gian Matteo Fagnini                                 | Bert Grabsch                                        | Torsten Schmidt                                     |
| 2002    | Peter Wrolich                                       | Kai Hundertmark                                     | Christian Werner                                    |
| 2003    | Jan Ullrich                                         | Danilo Hondo                                        | Peter Wrolich                                       |
| 2004    | Erik Zabel                                          | Danilo Hondo                                        | Kirk O'Bee                                          |
| 2005    | David Kopp                                          | Stefan Schumacher                                   | David Cañada                                        |
| 2006    | Christian Knees                                     | David Kopp                                          | Kai Reus                                            |
| 2007    | Juan José Haedo                                     | Graeme Brown                                        | Alessandro Petacchi                                 |
| 2008    | non disputata causa neve                            | non disputata causa neve                            | non disputata causa neve                            |
| 2009    | Martin Pedersen                                     | Eric Baumann                                        | Mathias Belka                                       |
| 2010    | Juan José Haedo                                     | André Greipel                                       | Enrico Rossi                                        |
| 2011    | Michael Matthews                                    | Marcel Kittel                                       | Giacomo Nizzolo                                     |
| 2012    | Jan Bárta                                           | Gediminas Bagdonas                                  | Tomasz Marczyński                                   |
| 2013    | Sébastien Delfosse                                  | Pieter Jacobs                                       | Georg Preidler                                      |
| 2014    | Sam Bennett                                         | Barry Markus                                        | Gerald Ciolek                                       |
| 2015    | Tom Boonen                                          | Edward Theuns                                       | Andreas Schillinger                                 |
| 2016    | Dylan Groenewegen                                   | André Greipel                                       | Nikias Arndt                                        |
| 2017    | Gregor Mühlberger                                   | Mads Würtz Schmidt                                  | Fabian Lienhard                                     |
| 2018    | Sam Bennett                                         | Mihkel Räim                                         | Szymon Sajnok                                       |
| 2019    | Baptiste Planckaert                                 | Christoph Pfingsten                                 | Lionel Taminiaux                                    |
| 2020    | annullata per la Pandemia di COVID-19 del 2019-2021 | annullata per la Pandemia di COVID-19 del 2019-2021 | annullata per la Pandemia di COVID-19 del 2019-2021 |
| 2021    | annullata per la Pandemia di COVID-19 del 2019-2021 | annullata per la Pandemia di COVID-19 del 2019-2021 | annullata per la Pandemia di COVID-19 del 2019-2021 |
| 2022    | Nils Politt                                         | Danny van Poppel                                    | Nikias Arndt                                        |
| 2023    | Danny van Poppel                                    | Milan Menten                                        | Jasper De Buyst                                     |
| 2024    | Casper van Uden                                     | Biniam Girmay                                       | Louis Blouwe                                        |
| 2025    | Matthew Brennan                                     | Biniam Girmay                                       | Itamar Einhorn                                      |

### Dilettanti
Aggiornato all'edizione 1995.
| Anno    | Vincitore                                           | Secondo                                             | Terzo                                               |
| ------- | --------------------------------------------------- | --------------------------------------------------- | --------------------------------------------------- |
| 1908    | Friedrich Tacke                                     |                                                     |                                                     |
| 1909    | Otto Wincziers                                      |                                                     |                                                     |
| 1910    | Jean Rosellen                                       |                                                     |                                                     |
| 1911    | non disputata                                       | non disputata                                       | non disputata                                       |
| 1912    | Josef Steinkrüger                                   |                                                     |                                                     |
| 1913    | Paul Blum                                           |                                                     |                                                     |
| 1914    | Fritz Fischer                                       |                                                     |                                                     |
| 1915-19 | non disputata a causa della prima guerra mondiale   | non disputata a causa della prima guerra mondiale   | non disputata a causa della prima guerra mondiale   |
| 1920    | Adam Sachs                                          |                                                     |                                                     |
| 1921    | Paul Roggenbuck                                     |                                                     |                                                     |
| 1922    | Matthias Stollenwerk                                |                                                     |                                                     |
| 1923    | Hermann Fischer                                     |                                                     |                                                     |
| 1924    | Peter Rösen                                         |                                                     |                                                     |
| 1925    | Hans Kinzen                                         |                                                     |                                                     |
| 1926    | Josef Dumm                                          |                                                     |                                                     |
| 1927    | Rudolf Wolke                                        |                                                     |                                                     |
| 1928    | Arthur Essing                                       |                                                     |                                                     |
| 1929    | Franz Schmitz                                       |                                                     |                                                     |
| 1930    | Otto Kratz                                          |                                                     |                                                     |
| 1931    | Humbert Rüdiger                                     |                                                     |                                                     |
| 1932    | Josy Kraus                                          |                                                     |                                                     |
| 1933    | Erich Bautz                                         |                                                     |                                                     |
| 1934    | Willi Hupfeld                                       |                                                     |                                                     |
| 1935    | Rudi Wölkert                                        |                                                     |                                                     |
| 1936    | Willi Meurer                                        |                                                     |                                                     |
| 1937    | Willi Meurer                                        |                                                     |                                                     |
| 1938    | Franz Bronold                                       |                                                     |                                                     |
| 1939    | Willi Meurer                                        |                                                     |                                                     |
| 1940    | Jakob Kropp                                         |                                                     |                                                     |
| 1941    | Hans Preiskeit                                      |                                                     |                                                     |
| 1942    | Heinrich Schwarzer                                  |                                                     |                                                     |
| 1943    | Karl Kittsteiner                                    |                                                     |                                                     |
| 1944    | Friedel Nowakowski                                  |                                                     |                                                     |
| 1945-46 | non disputata a causa della seconda guerra mondiale | non disputata a causa della seconda guerra mondiale | non disputata a causa della seconda guerra mondiale |
| 1947    | Werner Holthöfer                                    |                                                     |                                                     |
| 1948    | Matthias Pfannenmüller                              |                                                     |                                                     |
| 1949    | Rudi Theissen                                       |                                                     |                                                     |
| 1950    | Horst Holzmann                                      |                                                     |                                                     |
| 1951    | Edi Ziegler                                         |                                                     |                                                     |
| 1952    | Richard Popp                                        |                                                     |                                                     |
| 1953    | Günther Otte                                        |                                                     |                                                     |
| 1954    | Willi Irrgang                                       |                                                     |                                                     |
| 1955    | Edi Ziegler                                         |                                                     |                                                     |
| 1956    | Edi Ziegler                                         |                                                     |                                                     |
| 1957    | Wolfgang Grabo                                      |                                                     |                                                     |
| 1958    | Wolf-Jürgen Edler                                   |                                                     |                                                     |
| 1959    | Heiner Hofmann                                      |                                                     |                                                     |
| 1960    | Matthias Löder                                      |                                                     |                                                     |
| 1961    | Albert Smits                                        |                                                     |                                                     |
| 1962    | Siegfried Koch                                      |                                                     |                                                     |
| 1963    | Winfried Bölke                                      |                                                     |                                                     |
| 1964    | Wilfried Peffgen                                    |                                                     |                                                     |
| 1965    | Burkhard Ebert                                      |                                                     |                                                     |
| 1966    | Hans-Jörg Fässler                                   |                                                     |                                                     |
| 1967    | Jürgen Kissner                                      |                                                     |                                                     |
| 1968    | Burkhard Ebert                                      |                                                     |                                                     |
| 1969    | Jürgen Tschan                                       |                                                     |                                                     |
| 1970    | Andreas Streckies                                   |                                                     |                                                     |
| 1971    | Roger Gilson                                        |                                                     |                                                     |
| 1972    | Wilfried Trott                                      |                                                     |                                                     |
| 1973    | Hermann Jungbluth                                   |                                                     |                                                     |
| 1974    | Dietrich Thurau                                     |                                                     |                                                     |
| 1975    | Jan Smyrak                                          |                                                     |                                                     |
| 1976    | Wilfried Trott                                      |                                                     |                                                     |
| 1977    | Bert Scheunemann                                    |                                                     |                                                     |
| 1978    | Arie Hassink                                        |                                                     |                                                     |
| 1979    | Wilfried Trott                                      |                                                     |                                                     |
| 1980    | Achim Stadler                                       |                                                     |                                                     |
| 1981    | Michael Mohr                                        |                                                     |                                                     |
| 1982    | Jörg Echtermann                                     |                                                     |                                                     |
| 1983    | Wolf-Dieter Wolfshohl                               |                                                     |                                                     |
| 1984    | Stanislaus Mikolajczuk                              |                                                     |                                                     |
| 1985    | Jan Vaanhold                                        |                                                     |                                                     |
| 1986    | Remig Stumpf                                        |                                                     |                                                     |
| 1987    | Werner Wüller                                       |                                                     |                                                     |
| 1988    | Lutz Losch                                          |                                                     |                                                     |
| 1989    | Dominik Krieger                                     |                                                     |                                                     |
| 1990    | non disputata                                       | non disputata                                       | non disputata                                       |
| 1991    | Jan Meulenhof                                       | Rob Mulders                                         | Patrick Giesen                                      |
| 1992    | Erik Dekker                                         | Godert de Leeuw                                     | Mark Huis In 't Veld                                |
| 1993    | Jörn Reuss                                          | Max van Heeswijk                                    | Paul Konings                                        |
| 1994    | Torsten Schmidt                                     | Aleksej Boškov                                      | Bart Boom                                           |
| 1995    | Hans Pijpers                                        | Koos Moerenhout                                     | Josef Holzmann                                      |